# Prokopjewo (Mari El)
Prokopjewo (ros. Прокопьево) – wieś (dieriewnia) w Rosji, w Mari El, w rejonie sowieckim. W 2010 liczyła 80 mieszkańców.